# Fernando Verdasco
Fernando Verdasco Carmona, né le 15 novembre 1983 à Madrid, est un joueur de tennis espagnol, professionnel de 2001 à 2025.
Il a remporté sept titres sur le circuit ATP et son meilleur résultat en tournoi du Grand Chelem est une demi-finale à l'Open d'Australie perdue face à Rafael Nadal en 2009.
Il a remporté 3 fois la Coupe Davis avec l'Espagne.

## Carrière

### Début
Fernando Verdasco fait ses débuts sur les deux courts familiaux en dur que son grand-père a fait construire dans le jardin et sur le troisième court intérieur que son père fit construire par la suite. Il commence les cours à 5 ans. De 8 à 10 ans, il possède son entraîneur personnel et à 13 ans, il s'entraîne avec le père de Feliciano López, avec qui il a énormément progressé pour devenir champion d'Espagne à 16 ans. Il intègre ensuite la Fédération espagnole de tennis à Barcelone ; le besoin d'être près de ses proches à Madrid le pousse à ne pas finir son cursus. Il est entrainé alors par José Clavet, avec qui il remporte son premier titre à Valence puis par Tati Rascón. Il est parfois entraîné par Sven Groneveld délégué par son sponsor. Il a entretenu une relation avec la joueuse de tennis serbe Ana Ivanović pendant 4 mois.

### 2008 - Première victoire en Coupe Davis
Sur terre battue en mai au Masters de Hambourg, Verdasco passe son compatriote, le 5e mondial David Ferrer, (7-64, 6-2) avant de buter sur le no 1 mondial, Roger Federer (3-6, 3-6) futur finaliste. À Roland-Garros, il va jusqu'en huitième de finale avant de perdre contre Rafael Nadal sèchement en trois petits sets.
Puis dispute une finale sur le gazon de Nottingham en battant Gilles Simon (6-3, 2-6, 6-3) et Marin Čilić (6-3, 6-1), avant de perdre dans une finale fermée avec peu d'occasion (5-7, 7-64, 68-7) contre le Croate Ivo Karlović après 2 h 22 de jeu. Puis un autre huitième de finale à Wimbledon après de bonne victoires sur des joueurs appréciant la surface : Philipp Kohlschreiber (6-4, 6-3, 6-2), Olivier Rochus (7-64, 65-7, 6-1, 6-1) et la tête de série numéro 11, Tomáš Berdych (6-4, 6-4, 6-0). Mais perdra contre le Croate Mario Ančić (6-3, 6-4, 3-6, 4-6, 11-13) après avoir mené les débats.
En juillet, il remporte le titre à Umag en battant la tête de série numéro 7, Fabio Fognini et la tête de série numéro 4, Igor Andreev (3-6, 6-4, 7-64) en finale au terme d'un match accroché de 2 h 50.
Le 23 novembre 2008, à Mar del Plata en Argentine, il offre la Coupe Davis à l'Espagne en battant José Acasuso dans un 4e match décisif (6-3, 63-7, 4-6, 6-3, 6-1).

Il passe ensuite deux semaines en décembre à Las Vegas avec Gil Reyes, l'ancien préparateur physique d'Andre Agassi où il a eu l'occasion d'avoir une discussion de deux heures avec Andre Agassi lui-même, sans doute très bénéfique au vu de son début de saison 2009.

### 2009 - Meilleure saison en carrière, première participation aux Masters de Londres et grande performance en Grand Chelem

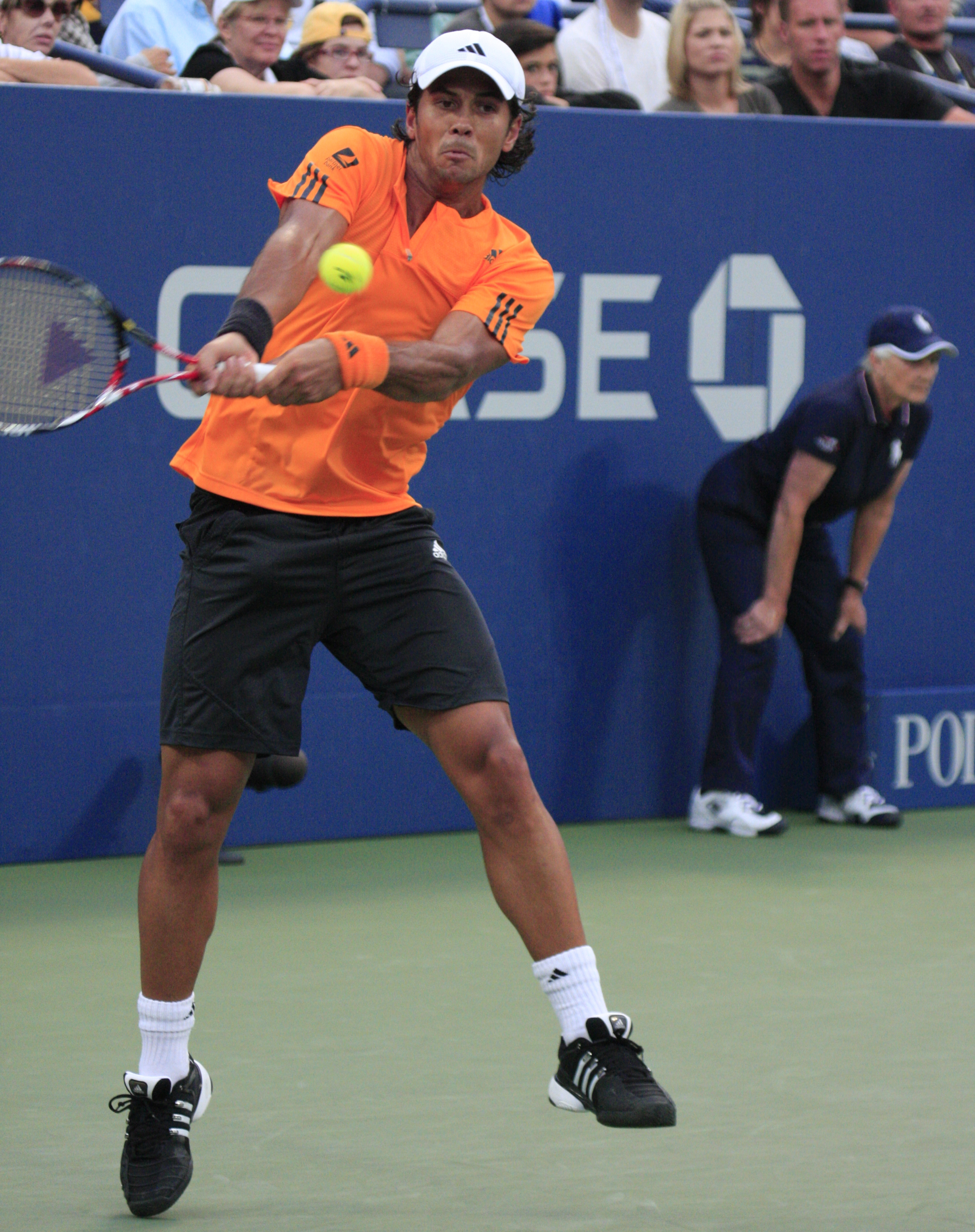
Fernando Verdasco à l'US Open en 2009.

Fernando Verdasco commence sa saison avec une finale à l'Open de Brisbane en perdant contre le Tchèque Radek Štěpánek (6-3, 3-6, 4-6).
À l'Open d'Australie, le jeune joueur Espagnol fait sensation en battant les Français Adrian Mannarino (6-0, 6-2, 6-2), Arnaud Clément (6-1, 6-1, 6-2), le Tchèque Radek Štěpánek (6-4, 6-0, 6-0) (en prenant sa revanche de Brisbane) et surtout l'un des favoris du tournoi, Andy Murray 4e mondial, dont il se défait en cinq sets (2-6, 6-1, 1-6, 6-3, 6-4). En quart de finale, il bat Jo-Wilfried Tsonga (7-62, 3-6, 6-3, 6-2) alors 7e mondial. Il affronte le no 1 mondial Rafael Nadal, en demi-finale, la première en carrière mais perd finalement en 5 sets (7-64, 4-6, 62-7, 7-61, 4-6) après 5 h 14 d'un combat très intense. Ce match, qu'il conclut sur une double-faute, fut alors le plus long de l'histoire du tournoi et restera de son propre aveu gravé à tout jamais dans sa mémoire,.
Par la suite, il atteint successivement les quarts de finale au Masters d'Indian Wells en battant Richard Gasquet et Philipp Kohlschreiber avant de perdre (3-6, 65-7) contre le Suisse Roger Federer, tête de série numéro 2. Puis au Masters de Miami en tant que 9e mondial, gagnant contre Feliciano López, Radek Štěpánek mais chutant sèchement (1-6, 2-6) contre Andy Murray à cause d'une blessure.
Sur terre battue à nouveau un quart de finale au Masters de Monte-Carlo en battant David Ferrer (6-2, 6-1) mais perdant contre Novak Djokovic, 3e mondial (2-6, 6-4, 3-6). Puis, de nouveau après avoir atteint le stade des quarts de finale à Barcelone perdu contre le Chilien Fernando González, (3-6, 6-4, 4-6) alors 14e mondial. Et enfin échouant à nouveau en quart au Masters de Rome et au Masters de Madrid contre le même adversaire : le no 1 mondial Rafael Nadal, le tout en deux manches.
À Roland-Garros, il est éliminé en huitièmes de finale par Nikolay Davydenko 11e mondial (2-6, 2-6, 4-6), le jour même de la première défaite de son compatriote Nadal dans le tournoi.
Sur le gazon de Wimbledon il atteint les huitièmes de finale également en perdant contre le serveur Croate Ivo Karlović, (65-7, 7-64, 3-6, 69-7).
En août au tournoi de New Haven, il remporte le titre en battant Jürgen Melzer, Igor Andreev (7-64, 7-65) et Sam Querrey (6-4, 7-66). Puis pour le dernier Grand Chelem de l'année à l'US Open, il se qualifie pour les quarts de finale en battant Tommy Haas (3-6, 7-5, 7-68, 1-6, 6-4) au troisième tour et John Isner (4-6, 6-4, 6-4, 6-4). Il perd au match d'après contre le 4e mondial, Novak Djokovic (62-7, 6-1, 5-7, 2-6).
Sur la tournée asiatique, il perd en finale au tournoi de Kuala Lumpur contre le 8e mondial, Nikolay Davydenko (4-6, 5-7). Puis un quart à Pékin, s'inclinant contre Novak Djokovic (3-6, 6-1, 1-6).
Après une saison pleine dont un titre, une demi-finale et un quart de finale en Grand Chelem, Verdasco se qualifie en fin d'année pour le Masters de Londres, à la 8e place mondiale. Il y perd tous ses matchs, mais tous en trois sets : Roger Federer (6-4, 5-7, 1-6) en 1 h 59, Juan Martín del Potro (4-6, 6-3, 61-7) en 2 h 20 et enfin Andy Murray (4-6, 7-64, 63-7) en trois heures de jeu
Durant la finale de Coupe Davis, associé à Feliciano López, il apporte pour la deuxième fois consécutive le point décisif à l'Espagne.

### 2010 - Unique finale deMasters 1000à Monte-Carlo, premier titre ATP 500 et bonne performance en Grand Chelem
Fernando Verdasco commence sa saison par l'Open d'Australie, où il perd contre le 6e mondial, Nikolay Davydenko en huitièmes de finale en 5 sets après avoir comblé un déficit de deux sets : 2-6, 5-7, 6-4, 7-65, 3-6.
Ensuite, il devient le premier Espagnol à remporter l'Open de San José depuis Manuel Santana en 1964, en venant à bout d'Andy Roddick 7e mondial, en trois sets lors d'un match sensationnel où il sert un missile chronométré à près de 242 km/h mais qui finit près de la ligne. D'autres missiles dans le carré de service atteindront les 235 et 237 km/h. Score final : 3-6, 6-4, 6-4.
Puis il participe au tournoi de Memphis, où il perd dès le premier tour contre le Français Jérémy Chardy. À l'Open du Mexique, tête de série no 1, il gagne au premier tour contre l'Italien Fabio Fognini (2-6, 6-4, 6-0), il se qualifie pour les quarts de finale en battant Łukasz Kubot (6-4, 6-3), mais s'y incline contre l'Argentin Juan Mónaco (5-7, 3-6).
À la tournée américaine, au Masters de Miami, Verdasco s'aventure jusqu'en quart de finale, battant Jürgen Melzer (3-6, 7-64, 6-1) et le 9e mondial, Marin Čilić (6-4, 7-63) avant de chuter contre le futur finaliste, le Tchèque Tomáš Berdych, (6-4, 65-7, 4-6) 20e mondial.
Pour les tournois des Masters 1000, il monte en puissance dans le premier tournoi de terre battue, le Masters de Monte-Carlo, où il élimine successivement Tomáš Berdych (5-7, 6-3, 6-2), Albert Montañés (6-3, 64-7, 6-0) et le no 1 du tournoi Novak Djokovic (no 2 mondial) en 2 sets (6-2, 6-2), ce qui lui permet d'atteindre la première finale en Masters 1000 de sa carrière. Il est défait sur un score sévère (0-6, 1-6) par son compatriote Espagnol et roi de la terre battue Rafael Nadal 3e mondial. En atteignant cette finale, il assure sa ré-entrée dans le club des top 10, dont il était sorti quelques semaines auparavant. La semaine suivante, au tournoi de Barcelone où il est qualifié d'office au deuxième tour, il bat Richard Gasquet (7-5, 6-3), puis se débarrasse difficilement de l'Autrichien Jürgen Melzer (3-6, 7-61, 6-3) en huitième de finale. En demie, il défait son compatriote David Ferrer (63-7, 7-5, 6-1) après un combat de 2 h 36. Enfin en finale, il bat le Suédois Robin Söderling, 8e mondial (6-3, 4-6, 6-3), au terme d'un match serré. Il remporte ainsi le premier tournoi ATP 500 de sa carrière, et succède à son compatriote Rafael Nadal qui avait remporté le tournoi cinq fois de suite auparavant. La semaine suivante, il réalise un bon tournoi, au Masters de Rome en parvenant en demi-finale, battant Simone Bolelli, Guillermo García-López et le 2e mondial, Novak Djokovic (7-64, 3-6, 6-4) en quart après un thriller de 3 h 18 ; avant d'être vaincu par son compatriote David Ferrer (5-7, 3-6).
Puis la veille du début de Roland-Garros, il est présent en finale de la première édition de l'Open de Nice, au cours de laquelle il s'incline face au Français Richard Gasquet en trois sets (3-6, 7-5, 65-7) au terme d'un tie-break finale à suspense. À Roland-Garros, il va en huitième comme l'année dernière, mais perdant contre la tête de série numéro 19 Nicolás Almagro (1-6, 6-4, 1-6, 4-6).
Malgré des résultats moyens pendant l'été, il réussit un bon US Open. Il bat au premier tour Fabio Fognini en 5 sets (1-6, 7-5, 6-4, 4-6, 6-3) puis le Français Adrian Mannarino (6-1, 6-2, 6-2), et au troisième tour l'Argentin David Nalbandian (6-2, 3-6, 6-3, 6-2). Il affronte en huitième de finale son compatriote David Ferrer, contre lequel il parvient à revenir bien que mené 2 sets à 0, et qu'il bat finalement en 5 sets (5-7, 68-7, 6-3, 6-3, 7-64) et 4 h 30, atteignant son deuxième quart de finale consécutif dans ce tournoi. Il s'incline ensuite en quart de finale face à un autre compatriote, le no 1 mondial Rafael Nadal (5-7, 3-6, 4-6) en 2 h 20, le futur vainqueur.
Terminant son année à la neuvième place mondiale comme en 2009.

### 2011: Trois finales

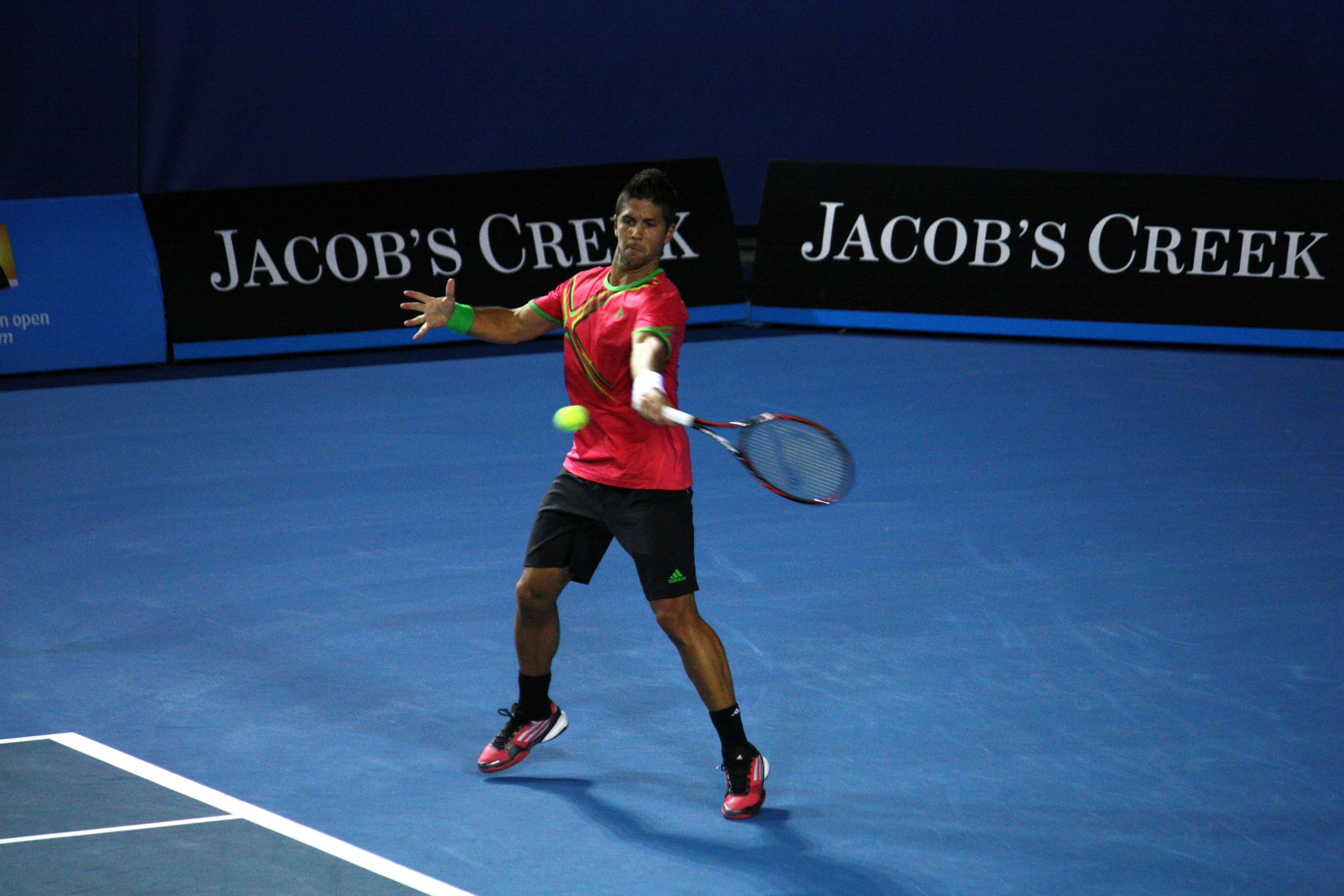
Fernando Verdasco à l'Open d'Australie en 2011.

Fernando Verdasco commence l'année par l'Open d'Australie, où il se hisse jusqu'en 1/8 de finale après s'être sorti d'un piège contre le Serbe Janko Tipsarević (2-6, 4-6, 6-4, 7-60, 6-0) au second tour, avant de se faire sortir par le Tchèque Tomáš Berdych, 6e mondial (4-6, 2-6, 3-6) en deux heures.
Tenant du titre, il perd en finale de l'Open de San José contre le Canadien Milos Raonic (66-7, 65-7) 84e mondial, et après avoir battue sur son chemin l'Argentin Juan Martín del Potro (6-4, 6-4).
S'ensuivent après les Masters 1000. Il commence par celui d'Indian Wells, où il s'incline au 3e tour face à l'Américain Sam Querrey (5-7, 4-6) ; et à Miami, il est défait au 2e tour par son compatriote Pablo Andújar (6-3, 63-7, 4-6). Puis sur terre battue, de se faire également sortir au 2e tour de Monte-Carlo par un autre compatriote, Tommy Robredo (4-6, 3-6) alors finaliste sortant. Il rebondit en disputant une finale à Estoril après des victoires sur Kevin Anderson et Milos Raonic sur abandon, avant de perdre sèchement (2-6, 2-6) contre Juan Martín del Potro. Il ne dépasse pas le 2e tour de Rome, sorti par le Suédois Robin Söderling, 5e mondial (6-2, 5-7, 4-6). Enfin, à Madrid, il est éliminé dès le 1er tour par Lu Yen-hsun.
Fernando Verdasco ne fait pas mieux en Grand Chelem, à Roland-Garros où il est sorti au 3e tour par le Croate Ivan Ljubičić (3-6, 66-7, 4-6), et à Wimbledon, il est défait par le Néerlandais Robin Haase dès le 2e tour en quatre manches.
À l'été, il rejoint les demi-finales du tournoi de Hambourg en battant la tête de série numéro 2, Jürgen Melzer (6-3, 2-6, 6-4) en quart, avant de perdre contre Nicolás Almagro en deux petits sets. Puis la semaine d'après, atteint la finale du tournoi de Gstaad en prenant sa revanche sur Nicolás Almagro (62-7, 7-62, 6-3) en demi-finale, mais perdant contre un autre compatriote Marcel Granollers, (4-6, 6-3, 3-6) alors pourtant favoris de la finale.
Au Masters de Cincinnati, il réalise un gros match malgré la défaite en huitième contre le no 2 mondial, Rafael Nadal (65-7, 7-64, 69-7) après 3 h 38 d'une bataille acharnée et trois jeux décisifs.

### 2017: Finale à Dubaï (ATP 500)
Fernando Verdasco commence sa saison par le tournoi de Doha où il se hisse jusqu'en 1/2 finale. Après avoir battu notamment David Goffin (6-1, 7-66) et Ivo Karlović (6-2, 7-5), il chute aux portes de la finale face à Novak Djokovic, no 2 mondial, après avoir eu 5 balles de match dans le 2e set (6-4, 67-7, 3-6). Il déclare ensuite forfait pour le tournoi de Sydney. À l'Open d'Australie, il perd une nouvelle fois contre Novak Djokovic, en 3 sets (1-6, 64-7, 2-6). Associé à Fabio Fognini en double, les deux hommes s'inclinent d'entrée face à Jerzy Janowicz et Marcin Matkowski.
Il revient en Europe et participe au tournoi de Montpellier. Il est battu au 2e tour par Daniil Medvedev (3-6, 3-6). Il est éliminé au 1er tour de l'ATP 500 de Rotterdam la semaine suivante par Martin Kližan (4-6, 6-0, 1-6). Au tournoi de Dubaï, il fait sensation en écartant coup sur coup Andreas Seppi (6-2, 7-5), Roberto Bautista-Agut (6-4, 3-6, 7-5), Gaël Monfils (6-3, 7-5) et Robin Haase (7-65, 5-7, 6-1). Il chute en finale contre le no 1 mondial, Andy Murray, en 2 set (3-6, 2-6). Cette performance lui permet de réintégrer le top 30 (28e), classement qu'il n'avait plus atteint depuis avril 2015.
Tête de série no 26 au Masters 1000 d'Indian Wells, il s'incline au 3e tour contre son ami Rafael Nadal (3-6, 5-7). Même résultat à Miami, battu par Kei Nishikori (62-7, 7-65, 1-6).
Il fait l'impasse sur le Masters 1000 de Monte-Carlo. On le retrouve au tournoi de Budapest où il est éliminé en 1/4 de finale par Laslo Djere (6-2, 64-7, 2-6). Au Masters 1000 de Madrid, il s'incline lors de son entrée en lice face à Alexander Zverev (5-7, 3-6). Même désillusion au Masters de Rome, battu par David Goffin (6-3, 3-6, 2-6). Il fait sensation à Roland-Garros en sortant au 1er tour Alexander Zverev, 10e mondial, (6-4, 3-6, 6-4, 6-2). Il confirme ensuite avec deux victoires sur Pierre-Hugues Herbert (6-3, 3-6, 4-6, 6-3, 6-3) et Pablo Cuevas (6-2, 6-1, 6-3). Il est finalement battu en 1/8 de finale par Kei Nishikori (6-0, 4-6, 4-6, 0-6). Son parcours continue néanmoins en double, aux côtés de Nenad Zimonjić, chutant en 1/2 finale contre Santiago González et Donald Young (7-63, 5-7, 3-6).
Il entame la saison sur gazon par le tournoi de Halle où il s'incline à nouveau face à Kei Nishikori pour son entrée en lice (7-67, 3-6, 4-6). Il est battu en 1/4 finale du tournoi d'Antalya deux semaines plus tard par Adrian Mannarino, 62e mondial, (6-2, 5-7, 2-6). Enfin, il est surpris dès le 1er tour de Wimbledon par Kevin Anderson (6-2, 65-7, 68-7, 3-6).
Il revient sur terre à Bastad où il tombe en 1/2 finale contre son compatriote David Ferrer (1-6, 7-63, 4-6). Il ne parvient pas à enchaîner la semaine suivante à Hambourg, chutant au 1er tour contre Jiří Veselý (67-7, 7-60, 3-6). Il entame sa saison américaine estivale sur dur par le Masters 1000 de Cincinnati où il est nettement battu au 1er tour par Mischa Zverev (4-6, 4-6). Enfin, il tombe au 2e tour de l'US Open contre son compatriote Feliciano López (3-6, 2-6, 6-3, 1-6).
Remplaçant de l'équipe "Europe" à l'occasion de la Laver Cup, il entame ensuite la saison asiatique par le tournoi de Pékin où il est éliminé dès le 1er tour par Dušan Lajović, issu des qualifications, (1-6, 6-3, 3-6). Il enchaîne avec une 3e défaite consécutive contre Fabio Fognini (6-2, 4-6, 2-6) à l'occasion du Masters 1000 de Shanghai. Il retrouve le chemin de la victoire à Stockholm où il bat coup sur coup Robin Haase (6-3, 6-1), Jürgen Zopp (6-4, 6-2) et Kevin Anderson, récent finaliste de l'US Open, (7-61, 7-61). Il s'incline en 1/2 finale contre Juan Martín del Potro (7-64, 4-6, 61-7). Il clôt sa saison au Masters 1000 de Paris-Bercy sur une bonne note. En effet, l'Espagnol bat consécutivement Andrey Rublev (7-61, 7-68), à nouveau Kevin Anderson (5-7, 6-4, 7-5), puis le 6e mondial Dominic Thiem (6-4, 6-4). Il s'incline en 1/4 de finale contre Jack Sock (7-63, 2-6, 3-6).

### 2018: Finale à Rio (ATP 500)
Fernando Verdasco commence sa saison à Doha où il s'impose pour son entrée en lice contre Dudi Sela avant d'être éliminé au tour suivant par Andrey Rublev (4-6, 6-3, 4-6). Il s'envole ensuite pour l'Australie où il dispute le tournoi de Sydney. Il s'incline dès le premier tour contre Alex De Minaur (4-6, 2-6). Il enchaîne avec l'Open d'Australie où il écarte au premier tour son compatriote et tête de série no 20 Roberto Bautista-Agut avant de chuter face à Maximilian Marterer (4-6, 6-4, 65-7, 6-3, 3-6).
Il entame sa saison sur terre battue, à Buenos Aires où il domine au premier tour Thiago Monteiro avant de s'incliner face à Guido Pella (2-6, 4-6). La semaine suivante, il réalise une très belle performance à Rio de Janeiro en atteignant la finale du simple, où il s'incline contre Diego Schwartzman (2-6, 3-6), et en remportant l'épreuve du double au côté de David Marrero. Il s'agit de son 8e titre dans la discipline, le 7e à ses côtés. Il enchaîne ensuite avec le tournoi d'Acapulco où il s'incline d'entrée contre à nouveau Diego Schwartzman (2-6, 4-6).
Il revient ensuite sur dur à Indian Wells où il écarte au premier tour Guido Pella, puis s'offre son deuxième top 10 de l'année, après Dominic Thiem (6e) à Rio, en la personne de Grigor Dimitrov (4e). Il s'incline au troisième tour contre Taylor Fritz (74e) en 3 sets (6-4, 2-6, 61-7). Exempté du premier tour à Miami grâce à son statut de tête de série, il domine pour son entrée en lice Guillermo García-López, puis Thanasi Kokkinakis avant de rendre les armes en huitièmes de finale contre Pablo Carreño Busta (0-6, 3-6).
Il fait son retour sur terre battue à Houston où il est éliminé dès le premier tour contre Denis Kudla (4-6, 64-7). Il enchaîne la semaine suivante par le Masters 1000 de Monte-Carlo où il écarte pour son entrée en lice Pablo Cuevas avant de s'incliner au deuxième tour contre Marin Čilić (3-6, 64-7). Il déclare ensuite forfait pour le tournoi de Barcelone. Il reprend la compétition à Madrid où il signe la 500e victoire de sa carrière en battant au premier tour Paolo Lorenzi, devenant le 46e joueur de l'histoire à réaliser cette performance, le 9e toujours en activité. Il est battu au tour suivant contre Leonardo Mayer (2-6, 1-6). Il enchaîne la semaine suivante avec le Rome où il s'incline lourdement lors de son entrée en lice face à Damir Džumhur (3-6, 1-6). Il clôt sa saison sur terre battue par Roland Garros où il élimine successivement Yoshihito Nishioka, en remportant le 5e set 7-5 après avoir été mené 3-5, puis Guido Andreozzi et enfin le 5e mondial Grigor Dimitrov. Il s'incline en 1/8 de finale contre Novak Djokovic (3-6, 4-6, 2-6).
Il commence la saison sur gazon par le tournoi de Bois-le-Duc où il bat au premier tour Daniil Medvedev avant de chuter contre Bernard Tomic (4-6, 63-7). Il enchaîne la semaine suivante avec le tournoi du Queen's où il s'incline d'entrée contre Marin Čilić (3-6, 4-6). Invité à Antalya, il perd au premier tour contre Jiří Veselý (3-6, 5-7). Même résultat à Wimbledon, battu par Frances Tiafoe (66-7, 65-7, 6-3, 3-6).
Il revient ensuite sur terre battue et dispute le tournoi de Bastad. Il écarte tour à tour Lorenzo Sonego, Pedro Sousa, la tête de série no 2 Pablo Carreño Busta avant de s'incliner en demi-finale contre Fabio Fognini (1-6, 6-4, 5-7). Présent la semaine suivante à Hambourg, il domine au premier tour Dušan Lajović avant d'être éliminé par le lucky loser Thiago Monteiro (6-3, 2-6, 5-7). Il chute enfin d'entrée à Kitzbühel face à Nicolás Jarry (7-68, 5-7, 3-6).
Il décolle ensuite pour les États-Unis où il commence la saison américaine sur dur par le Masters 1000 de Toronto. Il s'impose facilement pour son entrée en lice face à Peter Gojowczyk avant de s'incliner au deuxième tour contre Grigor Dimitrov (6-4, 2-6, 65-7). À Cincinnati, il est terrassé au premier tour par Jérémy Chardy (1-6, 2-6). Il atteint néanmoins les demi-finales de l'épreuve de double au côté de Philipp Kohlschreiber, s'inclinant dans le dernier carré contre Juan Sebastián Cabal et Robert Farah.

### 2019
À Roland-Garros, il est tête de série numéro 23 mais, à la surprise générale, est éliminé au deuxième tour par le jeune Français Antoine Hoang en quatre sets (4-6, 6-3, 65-7, 5-7).

### depuis 2024: Coach et retraite
Depuis 2024, il est le coach du joueur jordanien Abdullah Shelbayh, de l'espagnol Alejandro Davidovich Fokina et de la tunisienne Ons Jabeur.
Le 19 février 2025, il participe à son dernier match en tant que joueur au tournoi de Doha où il est associé en double avec Novak Djokovic, ils s'inclinent dès le deuxième tour contre la paire Harri Heliövaara / Henry Patten (5-7, 4-6).

## Style de jeu
Fernando Verdasco base son jeu de gaucher sur une très grande puissance de fond de court. Son style plus "à plat" le rend différent de la plupart de ses compatriotes, et il est d'ailleurs plus performant sur dur que sur terre alors que les Espagnols sont généralement plus doués sur terre battue.
Néanmoins, son coup droit fait partie des plus efficaces sur terre-battue. Il est capable d'effectuer des coups gagnants à partir de n'importe quelle position très loin derrière la ligne de fond de court ou en bout de course. Son coup droit n'est pas sans rappeler celui de Rafael Nadal même si l'on peut considérer que celui-ci possède un coup droit moins puissant, mais plus sûr.
Le premier service de Verdasco est également redoutable. Il est d'ailleurs l'auteur du service le plus rapide du tournoi de Roland-Garros 2009, chronométré à 232 km/h. Malgré cette grande arme en service, Verdasco préfère employer un service « pourcentage » et terminer le point rapidement avec son coup droit.

## Parcours dans les tournois duGrand Chelem

### En simple
| Année | Open d'Australie | Open d'Australie | Internationaux de France | Internationaux de France | Wimbledon       | Wimbledon       | US Open         | US Open          |
| ----- | ---------------- | ---------------- | ------------------------ | ------------------------ | --------------- | --------------- | --------------- | ---------------- |
| 2003  | —                | —                | —                        | —                        | 1er tour (1/64) | Jarkko Nieminen | 3e tour (1/16)  | P. Srichaphan    |
| 2004  | 1er tour (1/64)  | Taylor Dent      | 2e tour (1/32)           | J. I. Chela              | 2e tour (1/32)  | Robby Ginepri   | 2e tour (1/32)  | Andrei Pavel     |
| 2005  | 2e tour (1/32)   | Guillermo Cañas  | 1er tour (1/64)          | Robin Söderling          | 2e tour (1/32)  | Florian Mayer   | 1/8 de finale   | Jarkko Nieminen  |
| 2006  | 2e tour (1/32)   | Kristof Vliegen  | 2e tour (1/32)           | Juan Mónaco              | 1/8 de finale   | Radek Štěpánek  | 3e tour (1/16)  | Andy Roddick     |
| 2007  | 2e tour (1/32)   | Andy Murray      | 1/8 de finale            | Novak Djokovic           | 3e tour (1/16)  | Andy Roddick    | 3e tour (1/16)  | Tomáš Berdych    |
| 2008  | 2e tour (1/32)   | Janko Tipsarević | 1/8 de finale            | Rafael Nadal             | 1/8 de finale   | Mario Ančić     | 3e tour (1/16)  | Igor Andreev     |
| 2009  | 1/2 finale       | Rafael Nadal     | 1/8 de finale            | N. Davydenko             | 1/8 de finale   | Ivo Karlović    | 1/4 de finale   | Novak Djokovic   |
| 2010  | 1/8 de finale    | N. Davydenko     | 1/8 de finale            | Nicolás Almagro          | 1er tour (1/64) | Fabio Fognini   | 1/4 de finale   | Rafael Nadal     |
| 2011  | 1/8 de finale    | Tomáš Berdych    | 3e tour (1/16)           | Ivan Ljubičić            | 2e tour (1/32)  | Robin Haase     | 3e tour (1/16)  | J.-W. Tsonga     |
| 2012  | 1er tour (1/64)  | Bernard Tomic    | 3e tour (1/16)           | Andreas Seppi            | 3e tour (1/16)  | Xavier Malisse  | 3e tour (1/16)  | Roger Federer    |
| 2013  | 3e tour (1/16)   | Kevin Anderson   | 2e tour (1/32)           | Janko Tipsarević         | 1/4 de finale   | Andy Murray     | 1er tour (1/64) | Ivan Dodig       |
| 2014  | 2e tour (1/32)   | T. Gabashvili    | 1/8 de finale            | Andy Murray              | 1er tour (1/64) | M. Matosevic    | 2e tour (1/32)  | Andrey Kuznetsov |
| 2015  | 3e tour (1/16)   | Novak Djokovic   | 2e tour (1/32)           | Benjamin Becker          | 3e tour (1/16)  | S. Wawrinka     | 2e tour (1/32)  | Milos Raonic     |
| 2016  | 2e tour (1/32)   | Dudi Sela        | 3e tour (1/16)           | Kei Nishikori            | 1er tour (1/64) | Bernard Tomic   | 1er tour (1/64) | S. Wawrinka      |
| 2017  | 1er tour (1/64)  | Novak Djokovic   | 1/8 de finale            | Kei Nishikori            | 1er tour (1/64) | Kevin Anderson  | 2e tour (1/32)  | Feliciano López  |
| 2018  | 2e tour (1/32)   | M. Marterer      | 1/8 de finale            | Novak Djokovic           | 1er tour (1/64) | Frances Tiafoe  | 3e tour (1/16)  | J. M. del Potro  |
| 2019  | 3e tour (1/16)   | Marin Čilić      | 2e tour (1/32)           | Antoine Hoang            | 1/8 de finale   | David Goffin    | 2e tour (1/32)  | Chung Hyeon      |
| 2020  | 3e tour (1/16)   | Alexander Zverev | —                        | —                        | Annulé          | Annulé          | —               | —                |
| 2021  | —                | —                | 1er tour (1/64)          | P. Kohlschreiber         | 1er tour (1/64) | Grigor Dimitrov | —               | —                |
| 2022  | —                | —                | —                        | —                        | 1er tour (1/64) | Tommy Paul      | 1er tour (1/64) | Kwon Soon-woo    |

N.B. : à droite du résultat se trouve le nom de l'ultime adversaire.

### En double messieurs
| Année | Open d'Australie            | Open d'Australie            | Internationaux de France   | Internationaux de France | Wimbledon                   | Wimbledon                   | US Open                       | US Open                     |
| ----- | --------------------------- | --------------------------- | -------------------------- | ------------------------ | --------------------------- | --------------------------- | ----------------------------- | --------------------------- |
| 2004  | —                           | —                           | 1er tour (1/32) F. López   | A. Clément N. Escudé     | 2e tour (1/16) F. López     | W. Arthurs Paul Hanley      | 1/4 de finale F. López        | L. Paes David Rikl          |
| 2005  | 1er tour (1/32) F. López    | W. Moodie N. Zimonjić       | 1er tour (1/32) F. López   | R. Schüttler M. Youzhny  | 1er tour (1/32) Juan Mónaco | M. Fyrstenberg M. Matkowski | 1/8 de finale F. López        | J. Björkman Max Mirnyi      |
| 2006  | 2e tour (1/16) F. López     | F. Santoro N. Zimonjić      | 1er tour (1/32) F. López   | Paul Hanley K. Ullyett   | —                           | —                           | 1er tour (1/32) N. Almagro    | P. Goldstein Jim Thomas     |
| 2007  | 1er tour (1/32) N. Almagro  | A. Pavel A. Waske           | 2e tour (1/16) W. Arthurs  | J. Björkman Max Mirnyi   | 1er tour (1/32) G. García   | Bob Bryan Mike Bryan        | 1er tour (1/32) A. Seppi      | T. Gabashvili Ivo Karlović  |
| 2008  | 1er tour (1/32) G. García   | M. Fyrstenberg M. Matkowski | —                          | —                        | 1/8 de finale F. López      | J. Björkman K. Ullyett      | 1/4 de finale F. López        | T. Robredo S. Roitman       |
| 2009  | 1/4 de finale F. López      | M. Bhupathi M. Knowles      | 1er tour (1/32) F. López   | S. Aspelin Paul Hanley   | —                           | —                           | —                             | —                           |
|       |                             |                             |                            |                          |                             |                             |                               |                             |
| 2012  | —                           | —                           | —                          | —                        | —                           | —                           | 1er tour (1/32) D. Marrero    | J. Knowle F. Polášek        |
| 2013  | 1/4 de finale D. Marrero    | Robin Haase I. Sijsling     | 1/4 de finale D. Marrero   | Bob Bryan Mike Bryan     | —                           | —                           | 1er tour (1/32) D. Marrero    | J. Murray John Peers        |
| 2014  | 2e tour (1/16) D. Marrero   | Alex Bolt A. Whittington    | 2e tour (1/16) D. Marrero  | A. Golubev Sam Groth     | —                           | —                           | 1/4 de finale D. Marrero      | Bob Bryan Mike Bryan        |
| 2015  | —                           | —                           | —                          | —                        | —                           | —                           | 2e tour (1/16) Leander Paes   | S. Johnson Sam Querrey      |
| 2016  | 2e tour (1/16) Robin Haase  | V. Pospisil Jack Sock       | 1er tour (1/32) J. Chardy  | L. Mayer João Sousa      | —                           | —                           | 1/8 de finale D. Marrero      | Bob Bryan Mike Bryan        |
| 2017  | 1er tour (1/32) F. Fognini  | J. Janowicz M. Matkowski    | 1/2 finale N. Zimonjić     | S. González D. Young     | 1er tour (1/32) M. Copil    | Raven Klaasen Rajeev Ram    | 1er tour (1/32) P. Carreño    | M. Daniell M. Demoliner     |
| 2018  | 1er tour (1/32) Ivan Dodig  | S. Johnson Sam Querrey      | 1er tour (1/32) D. Marrero | J. Eysseric Hugo Nys     | 1er tour (1/32) D. Marrero  | Leonardo Mayer João Sousa   | —                             | —                           |
| 2019  | 2e tour (1/16) Pablo Cuevas | Rajeev Ram Joe Salisbury    | —                          | —                        | —                           | —                           | 1er tour (1/32) Pablo Andújar | M. Cecchinato Andreas Seppi |

N.B. : le nom du partenaire se trouve sous le résultat ; le nom des ultimes adversaires se trouve à droite.

### En double mixte
| Année | Open d'Australie | Open d'Australie | Internationaux de France | Internationaux de France | Wimbledon                           | Wimbledon                 | US Open                   | US Open                  |
| ----- | ---------------- | ---------------- | ------------------------ | ------------------------ | ----------------------------------- | ------------------------- | ------------------------- | ------------------------ |
| 2006  | —                | —                | —                        | —                        | 1er tour (1/32) A. Medina Garrigues | Sania Mirza Pavel Vízner  | —                         | —                        |
|       |                  |                  |                          |                          |                                     |                           |                           |                          |
| 2008  | —                | —                | —                        | —                        | 1er tour (1/32) M. Domachowska      | C. Dellacqua Scott Lipsky | —                         | —                        |
|       |                  |                  |                          |                          |                                     |                           |                           |                          |
| 2015  | —                | —                | —                        | —                        | —                                   | —                         | 1er tour (1/16) B. Bencic | Chan Yung-jan R. Bopanna |

N.B. : le nom de la partenaire se trouve sous le résultat ; le nom des ultimes adversaires se trouve à droite.

## Participation auxMasters

### En simple
| Année | Lieu    | Résultat    | Tour     | Adversaires                                     | Victoire / Défaite | Scores                                       |
| ----- | ------- | ----------- | -------- | ----------------------------------------------- | ------------------ | -------------------------------------------- |
| 2009  | Londres | Round Robin | RR RR RR | Andy Murray Juan Martín del Potro Roger Federer | Défaite Défaite    | 4-6, 7-64, 63-7 4-6, 6-3, 61-7 6-4, 5-7, 1-6 |

### En double
| Année | Ville              | Surface    | Partenaire    | Résultats | Résultat final |
| ----- | ------------------ | ---------- | ------------- | --------- | -------------- |
| 2013  | Londres (O2 Arena) | Dur indoor | David Marrero | 4v, 1d    | Vainqueur      |

## Parcours dans lesMasters 1000
| Année | Indian Wells             | Miami                     | Monte-Carlo                | Rome                   | Hambourg puis Madrid       | Canada                    | Cincinnati                | Madrid puis Shanghai      | Paris                     |
| ----- | ------------------------ | ------------------------- | -------------------------- | ---------------------- | -------------------------- | ------------------------- | ------------------------- | ------------------------- | ------------------------- |
| 2003  | —                        | 3e tour Carlos Moyà       | —                          | —                      | —                          | —                         | 1er tour A. Roddick       | 1er tour N. Massú         | —                         |
| 2004  | 1er tour N. Escudé       | 2e tour R. Štěpánek       | —                          | —                      | 1/8 de finale Carlos Moyà  | 1er tour Carlos Moyà      | 1er tour Luis Horna       | 1/8 de finale T. Robredo  | 1er tour N. Davydenko     |
| 2005  | 2e tour A. Roddick       | 3e tour R. Nadal          | 1er tour F. González       | 1/4 de finale G. Coria | 1er tour R. Federer        | —                         | —                         | 2e tour F. González       | 2e tour R. Ginepri        |
| 2006  | 3e tour A. Roddick       | 3e tour A. Roddick        | 1er tour S. Grosjean       | 2e tour N. Davydenko   | 1/4 de finale J. Acasuso   | 1/8 de finale R. Gasquet  | 1er tour Tommy Haas       | 1er tour Tim Henman       | 1er tour M. Llodra        |
| 2007  | 3e tour R. Nadal         | 2e tour F. Mayer          | 1er tour R. Gasquet        | 1er tour R. Gasquet    | 1er tour T. Berdych        | 1/8 de finale F. Dancevic | 2e tour A. Roddick        | 2e tour N. Djokovic       | 1er tour I. Karlović      |
| 2008  | 3e tour Tommy Haas       | 2e tour J. Tipsarević     | 1er tour G. Monfils        | 1/8 de finale J. Blake | 1/4 de finale R. Federer   | 2e tour R. Söderling      | 1/8 de finale N. Lapentti | 2e tour Marin Čilić       | 1/8 de finale A. Murray   |
| 2009  | 1/4 de finale R. Federer | 1/4 de finale A. Murray   | 1/4 de finale N. Djokovic  | 1/4 de finale R. Nadal | 1/4 de finale R. Nadal     | 1/8 de finale A. Roddick  | 1er tour G. García        | 2e tour I. Ljubičić       | 1/8 de finale Marin Čilić |
| 2010  | 3e tour T. Berdych       | 1/4 de finale T. Berdych  | Finale R. Nadal            | 1/2 finale D. Ferrer   | 1/8 de finale J. Melzer    | 2e tour J. Chardy         | 2e tour Mardy Fish        | 1er tour T. de Bakker     | 1/8 de finale G. Monfils  |
| 2011  | 3e tour Sam Querrey      | 2e tour P. Andújar        | 2e tour T. Robredo         | 2e tour R. Söderling   | 1er tour Lu Yen-hsun       | 2e tour J. Tipsarević     | 1/8 de finale R. Nadal    | 2e tour J. C. Ferrero     | 2e tour T. Berdych        |
| 2012  | 3e tour J. M. del Potro  | 3e tour N. Almagro        | 1/8 de finale J.-W. Tsonga | 2e tour D. Ferrer      | 1/4 de finale T. Berdych   | —                         | —                         | 1/8 de finale Marin Čilić | 1er tour Sam Querrey      |
| 2013  | 2e tour J. Nieminen      | 2e tour A. Falla          | 1er tour M. Matosevic      | 2e tour D. Ferrer      | 1/8 de finale J.-W. Tsonga | —                         | —                         | 2e tour M. Raonic         | 2e tour R. Gasquet        |
| 2014  | 1/8 de finale John Isner | 2e tour T. de Bakker      | —                          | 1er tour A. Golubev    | 2e tour R. Bautista        | —                         | 2e tour Marin Čilić       | —                         | 1/8 de finale D. Ferrer   |
| 2015  | 3e tour K. Nishikori     | 1/8 de finale Juan Mónaco | 1er tour G. Dimitrov       | —                      | 1/8 de finale D. Ferrer    | 1er tour N. Kyrgios       | 2e tour D. Goffin         | 1er tour B. Tomic         | 1er tour Borna Ćorić      |
| 2016  | 3e tour R. Nadal         | 3e tour H. Zeballos       | 2e tour D. Goffin          | —                      | 2e tour R. Gasquet         | —                         | 2e tour Marin Čilić       | 1er tour L. Pouille       | 2e tour A. Murray         |
| 2017  | 3e tour R. Nadal         | 3e tour K. Nishikori      | —                          | 2e tour D. Goffin      | 1er tour A. Zverev         | —                         | 1er tour M. Zverev        | 1er tour F. Fognini       | 1/4 de finale Jack Sock   |
| 2018  | 3e tour T. Fritz         | 1/8 de finale P. Carreño  | 2e tour M. Čilić           | 1er tour D. Džumhur    | 2e tour L. Mayer           | 2e tour G. Dimitrov       | 1er tour J. Chardy        | —                         | 2e tour M. Jaziri         |
| 2019  | —                        | —                         | 1er tour P.-H. Herbert     | 1/4 de finale R. Nadal | 1/8 de finale S. Tsitsipás | —                         | 1er tour B. Paire         | 1er tour T. Fritz         | 2e tour A. Zverev         |
|       |                          |                           |                            |                        |                            |                           |                           |                           |                           |
| 2021  | —                        | 1er tour B. Fratangelo    | —                          | —                      | 1er tour C. Garín          | —                         | —                         | n.o.                      | —                         |
| 2022  | —                        | 1er tour Borna Ćorić      | —                          | —                      | —                          | —                         | —                         | n.o.                      | —                         |

N.B. : sous le résultat se trouve le nom de l’ultime adversaire.

## Victoires sur le top 10
Toutes ses victoires sur des joueurs classés dans le top 10 de l'ATP lors de la rencontre.
| Légende      |
| Grand Chelem |
| Masters 1000 |
| ATP 500      |
| ATP 250      |
| Coupe Davis  |

| #  | F.V.  | Tournoi          | Année | Surface      | Adversaire          | Rang  | Tour   | Score                     |
| -- | ----- | ---------------- | ----- | ------------ | ------------------- | ----- | ------ | ------------------------- |
| 1  | no 73 | Valence          | 2004  | Terre battue | Juan Carlos Ferrero | no 3  | 1/2    | 6-2, 6-1                  |
| 2  | no 45 | Miami            | 2005  | Dur          | Andy Roddick        | no 3  | 1/32   | 7-69, 4-3 ab.             |
| 3  | no 56 | Rome             | 2005  | Terre battue | Andy Roddick        | no 3  | 1/8    | 61-7, 7-63, 6-4           |
| 4  | no 34 | Hambourg         | 2006  | Terre battue | Fernando González   | no 8  | 1/8    | 3-6, 6-2, 6-3             |
| 5  | no 30 | Wimbledon        | 2006  | Gazon        | David Nalbandian    | no 3  | 1/16   | 7-69, 7-69, 6-2           |
| 6  | no 35 | Montréal         | 2007  | Dur          | Richard Gasquet     | no 8  | 1/16   | 3-6, 7-67, 6-4            |
| 7  | no 28 | Hambourg         | 2008  | Terre battue | David Ferrer        | no 5  | 1/8    | 7-64, 6-2                 |
| 8  | no 15 | Open d'Australie | 2009  | Dur          | Andy Murray         | no 4  | 1/8    | 2-6, 6-1, 1-6, 6-3, 6-4   |
| 9  | no 15 | Open d'Australie | 2009  | Dur          | Jo-Wilfried Tsonga  | no 7  | 1/4    | 7-62, 3-6, 6-3, 6-2       |
| 10 | no 11 | San José         | 2010  | Dur (int.)   | Andy Roddick        | no 7  | Finale | 3-6, 6-4, 6-4             |
| 11 | no 12 | Miami            | 2010  | Dur          | Marin Čilić         | no 9  | 1/8    | 6-4, 7-63                 |
| 12 | no 12 | Monte-Carlo      | 2010  | Terre battue | Novak Djokovic      | no 2  | 1/2    | 6-2, 6-2                  |
| 13 | no 9  | Barcelone        | 2010  | Terre battue | Robin Söderling     | no 8  | Finale | 6-3, 4-6, 6-3             |
| 14 | no 9  | Rome             | 2010  | Terre battue | Novak Djokovic      | no 2  | 1/4    | 7-64, 3-6, 6-4            |
| 15 | no 20 | Gstaad           | 2011  | Terre battue | Nicolás Almagro     | no 10 | 1/2    | 62-7, 7-62, 6-3           |
| 16 | no 19 | Madrid           | 2012  | Terre battue | Rafael Nadal        | no 2  | 1/8    | 6-3, 3-6, 7-5             |
| 17 | no 23 | Shanghai         | 2012  | Dur          | Juan Mónaco         | no 10 | 1/16   | 6-4, 6-2                  |
| 18 | no 33 | Indian Wells     | 2014  | Dur          | Richard Gasquet     | no 9  | 1/16   | 7-65, 6-1                 |
| 19 | no 34 | Miami            | 2015  | Dur          | Rafael Nadal        | no 3  | 1/16   | 6-4, 2-6, 6-3             |
| 20 | no 38 | Madrid           | 2015  | Terre battue | Marin Čilić         | no 10 | 1/16   | 65-7, 7-65, 6-3           |
| 21 | no 45 | Open d'Australie | 2016  | Dur          | Rafael Nadal        | no 5  | 1/64   | 7-66, 4-6, 3-6, 7-64, 6-2 |
| 22 | no 53 | Queen's          | 2016  | Gazon        | Stanislas Wawrinka  | no 5  | 1/16   | 6-2, 7-63                 |
| 23 | no 37 | Roland-Garros    | 2017  | Terre battue | Alexander Zverev    | no 10 | 1/64   | 6-4, 3-6, 6-4, 6-2        |
| 24 | no 39 | Paris-Bercy      | 2017  | Dur (int.)   | Dominic Thiem       | no 6  | 1/8    | 6-4, 6-4                  |
| 25 | no 40 | Rio de Janeiro   | 2018  | Terre battue | Dominic Thiem       | no 6  | 1/4    | 6-4, 6-0                  |
| 26 | no 39 | Indian Wells     | 2018  | Dur          | Grigor Dimitrov     | no 4  | 1/32   | 7-64, 4-6, 6-3            |
| 27 | no 35 | Roland-Garros    | 2018  | Terre battue | Grigor Dimitrov     | no 5  | 1/16   | 7-64, 6-2, 6-4            |
| 28 | no 38 | Rome             | 2019  | Terre battue | Dominic Thiem       | no 4  | 1/16   | 4-6, 6-4, 7-5             |

## Classements ATP en fin de saison
| Année          | 2000 | 2001 | 2002 | 2003 | 2004 | 2005 | 2006 | 2007 | 2008 | 2009 | 2010 | 2011 | 2012 | 2013 | 2014 | 2015 | 2016 | 2017 | 2018 | 2019 | 2020 | 2021 | 2022 | 2023 |
| Rang en simple | 1334 | 462  | 173  | 107  | 36   | 33   | 35   | 26   | 16   | 9    | 9    | 24   | 24   | 30   | 33   | 49   | 42   | 35   | 28   | 49   | 65   | 154  | 125  | 646  |
| Rang en double | –    | 539  | 580  | 866  | 88   | 84   | 230  | 111  | 52   | 84   | 201  | 391  | 29   | 8    | 37   | 99   | 171  | 66   | 81   | 193  | 379  | 1290 | 559  | –    |

Source : (en) Classements de Fernando Verdasco sur le site officiel de la Fédération internationale de tennis